# Sekidera Komachi

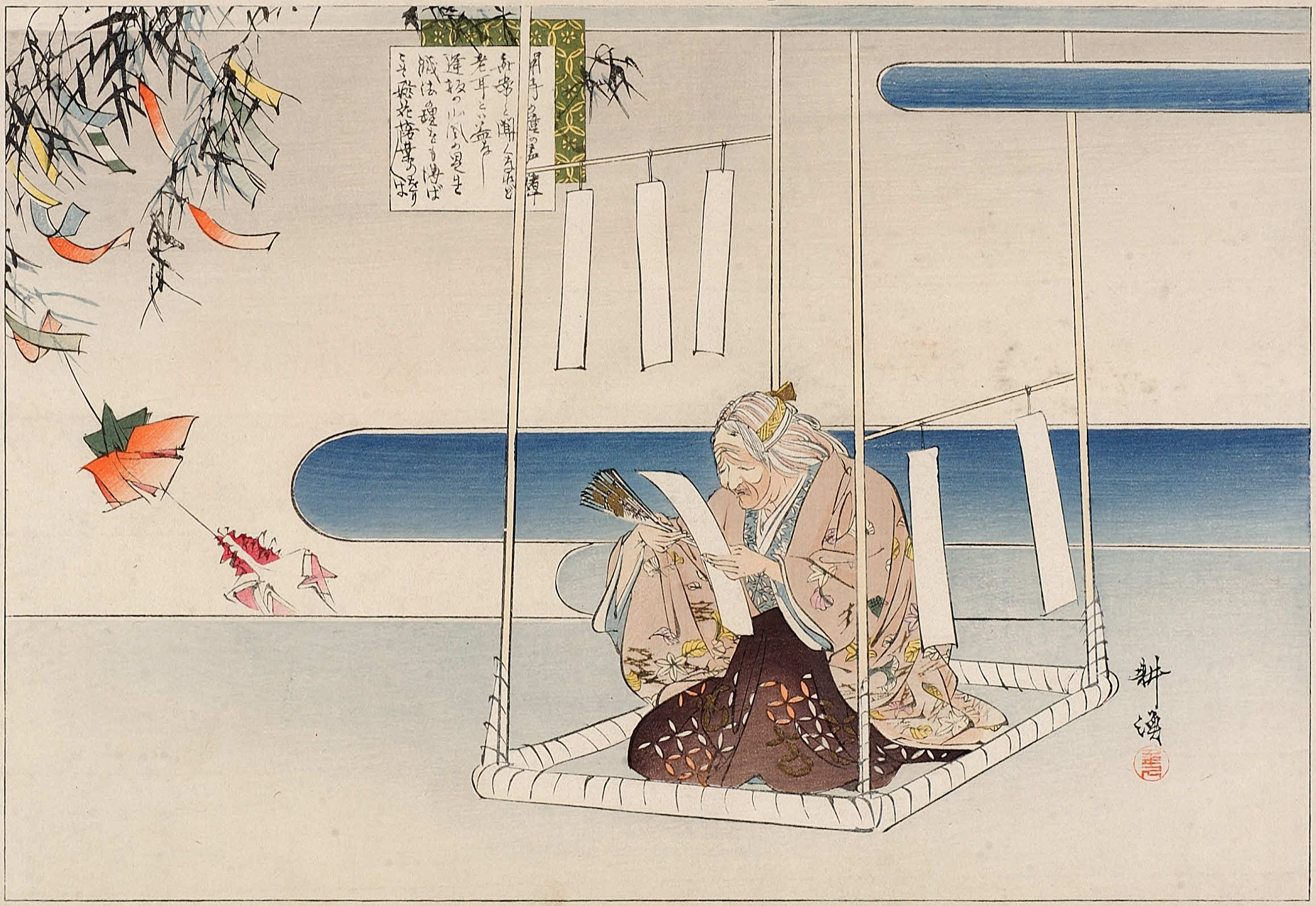
Szene aus dem Drama

Sekidera Komachi (japanisch 関寺 小町), Komachi im Seki-Tempel, ist der Titel eines Nō-Dramas von Zeami. Das Stück ist im Rahmen der Nō-Kategorie ein Drittspiel. 

## Vorbemerkung
Es treten folgende Personen auf:
- Waki: Ein Priester
- Wakitsure: Begleitende Mönche
- Kogata: Kinder
- Shite: Ono no Komachi als alte Frau

## Handlung
1. Vorspiel: Der Hauptpriester des Seki-Tempels will den Kindern an diesem Tage eine Freude machen. Er hat gehört, dass tief in den Bergen eine (jetzt hochbetagte) Dichterin, Sängerin, Tänzerin lebt und will die Kinder zu ihr führen, damit sie ein Lied von ihr hören. Mit orchestralem Klang treten die Kinder auf, dazu der Priester samt Begleitern. Namensnennung.
2. Szene ist die Klause von Ono no Komachi, dargestellt durch eine Hütte/Kulisse. Aus der Klause hervor singt die Dichterin „Des Morgens eine Schale Essens. Wenn ich darum nicht flehe, bekomme ich fast gar nichts.“ Armselig ist das Gewand. Zwar kommt mit dem Frühling neuer Vogelsang, doch die Jugendblüte kehrt niemals zurück.
3. Frage und Antwort. Erstchor. Der Priester erzählt, warum er mit den Kindern gekommen ist. Zunehmend belebt sich der Geist der Dichterin, und in einer langen Folge einer wunderschönen Erzählung breitet sie die Geschichte des japanischen Liedes aus. Von den frühen Tagen, als es noch keine Schrift gab und alles unbestimmt und frei war, bis hin zur Zeit des Kaiser Nintokus, und dessen berühmter Naniwa-Gedichte. Ono erzählt weiter bis zu der eigenen Lehrmeisterin und deren eigenen Gedichten, die wie Perlen in dieses Nō fallen  …
4. Die hochbetagte Dichterin, die erst gar nicht hervorzukommen wagt, geht mit dem Priester und den Kindern zum Sekidera, um das Sommerfest zu feiern. Tanz der Kinder. Vom Tanzen der Kinder verlockt, beginnt die Alte, einst im Reigen so gefeierte Komachi einen liebesvollen Tanz, gipfelnd in dem Gedicht „Hundert Jahre in der Blüte beherbergend der Schmetterling tanzt …“
5. Der Morgen dämmert, die holde Nacht sinkt. Chor: „Auf den Stab sich stützend kehrt die Greisin in die Hütte zurück. Unvergängliche Komachi …“